# Vassílis Mazoménos
Vassílis Mazoménos (grec moderne : Βασίλης Μαζωμένος), né à Athènes (Grèce), en 1964, est un metteur en scène, producteur de cinéma et scénariste grec.

## Biographie

### Jeunesse
Fils de Mimis Mazoménos, combattant de la Résistance nationale, Vassílis Mazoménos étudie la science politique à l 'Université d'Athènes.

### Carrière
Mazoménos travaille comme directeur artistique du Festival international du film documentaire de Kalamata et a été vice-président du Greek Film Centre. De 2005 à 2011, il enseigne le cinéma. 
À partir de 2012, il enseigne le cinéma et produit des courts métrages au Horme Pictures. 
Les films de Mazoménos sont présents dans plusieurs festivals internationaux. Son film 10i Mera reçoit le prix du Athens Panorama of European Cinema en 2012.

## Récompenses et nominations
Mazoménos a remporté plusieurs fois les prix grecs de la Hellenic Film Academy (2010, 2013, 2018). Il reçoit l’European Fantasy Award en 1999 pour son film Argent, une mythologie des ténèbres et remporte la même année le prix spécial du jury à Fantasporto pour le même film.

## Filmographie
(août 2020).

### Réalisateur, producteur et scénariste
- Jours de rage (1995)
- Le Triomphe du temps (1996)
- L'Argent, une mythologie des ténèbres (1998)
- Souvenir (2002)
- Les Mots et les Péchés (2004)
- Culpabilité (2009)
- Dixième jour (2012)
- Lignes (2016)
- Exil (2019)

### Acteur
- Lignes (2016) (Lines)
- Les sentimentalistes (2014)
- Souvenir (2002) (Remembrance)